# NGC 3022
NGC 3022 je galaksija u zviježđu Sekstantu.

## Vanjske poveznice
- SEDS: NGC 3022